# Secobarbital

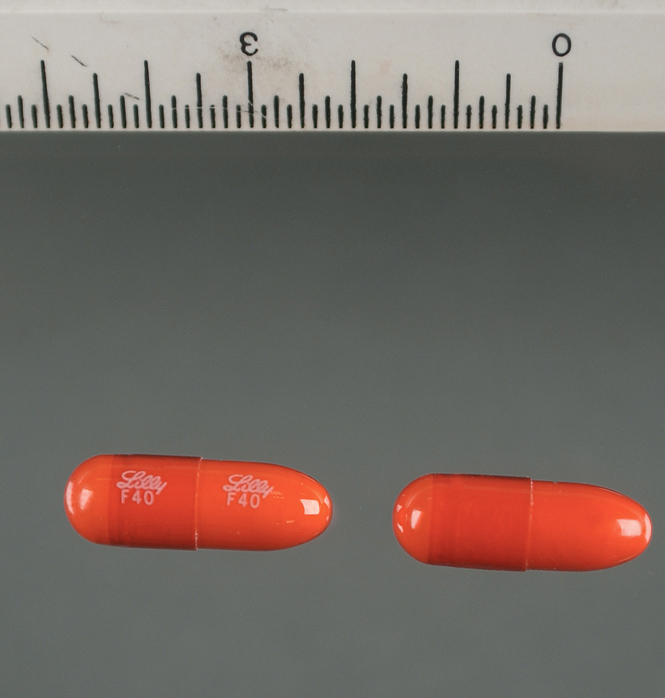
Secobarbital

El secobarbital (Seconal) es un medicamento perteneciente a la clase de los barbitúricos. El secobarbital deprime la actividad cerebral; su acción inhibitoria sobre el sistema nervioso es generalizada.
Es útil en el tratamiento sintomático de la angustia y de la ansiedad. Se usa como sedante y como hipnótico. Deprime el centro respiratorio, por lo tanto su administración debe ser controlada y su venta es posible sólo bajo receta.